# Lieve Geelvinck

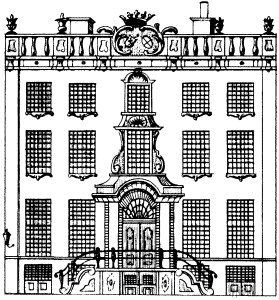
Herengracht 520 rond 1770 in het Grachtenboek van Caspar Philips

Lieve Geelvinck (Amsterdam, 28 mei 1676 - 22 augustus 1743) was een zowel geliefd als machtig burgemeester van Amsterdam. In 1707 was hij zijn vader opgevolgd in de vroedschap. Hij was tussen 1709 en 1711 lid van de Raad van State, voor veel Amsterdamse burgemeesters een soort ballingschap. Hij was tussen 1712 en 1714 afgevaardigde van het gewest Holland en kreeg te maken met de raadspensionaris Simon van Slingelandt. In 1716 werd hij benoemd tot bewindhebber van de Oost-Indische Compagnie en zoals toentertijd gewoon, aangesteld voor de rest van zijn leven.

## Biografie
Lieve Geelvinck was de helft van een tweeling: hij en zijn tweelingbroer Cornelis werden op 29 mei 1676 gedoopt in de Westerkerk te Amsterdam. Lieves moeder was Anna van Loon. Zijn vader Joan Geelvinck was sinds 1694 lid van de vroedschap en bewindhebber bij de VOC. De Geelvincken waren al een eeuw lang bestuurlijke en financiële specialisten. Lieve Geelvinck werd voor de eerste maal burgemeester van Amsterdam in 1720, een "noodlottig" jaar. Door een geslepen huwelijkspolitiek speelde de familie Geelvinck jarenlang een belangrijke rol in de raad.
Lieve Geelvinck trouwde op 31 maart 1699 in Amsterdam met Agatha Theodora van Bambeeck (1674-1713). Zij kregen vier zoons en drie dochters, van wie er drie jong zijn overleden. Op 5 maart 1730 hertrouwde hij in Amsterdam met Anna de Haze (1690-1761). Anna was de weduwe van de regent Gillis Graafland (1689-1727) en werd indertijd beschouwd als de rijkste vrouw van de stad. Zij had uit haar eerste huwelijk vijf kinderen, van wie er drie jong zijn overleden. Lieve woonde op de Herengracht 504, maar verhuisde na het huwelijk naar de woning van Anna op de Herengracht 520, die Anna helemaal opnieuw had laten inrichten. De echtelieden kenden elkaar, want Lieves zoon Nicolaes (1706-1764) was op 20 september 1729 getrouwd met Anna's dochter Johanna Jacoba Graafland (1711-1740). Een van hun kleinkinderen was Agatha Theodora Geelvinck (1739-1805), van wie zowel Lieve als Anna dus een directe grootouder was. Via Anna verkreeg Lieve de titel Heer van Stabroek en van de beide Loosdrechten. Op 13 maart 1728 werd hij tevens ambtsheer van Leimuiden en Vriezekoop, die hij voor 42.000 gulden had gekocht ten behoeve van de stad.

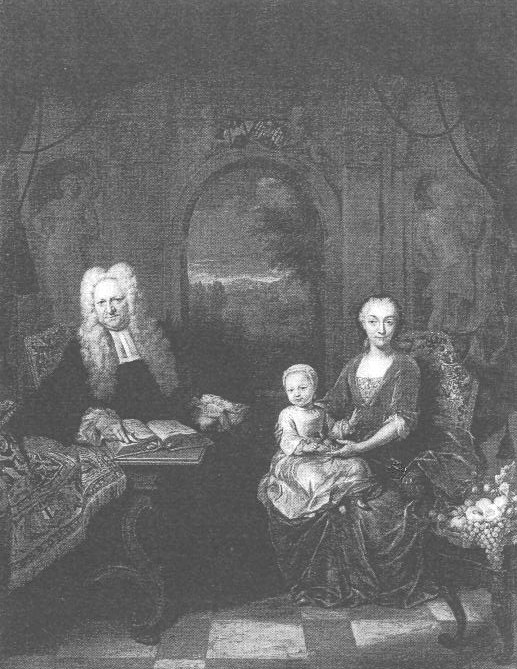
Burgemeester Lieve Geelvinck, Anna de Haze en kleinkind in 1733 door J.M. Quinckhard

Lieve Geelvinck was staatsgezind en regelde in 1734 een uitermate koele ontvangst voor Willem IV van Oranje-Nassau en Anna van Hannover. De regenten in de Pruikentijd staan bekend als elkaar de bal toespelend: in 1735 werd zijn schoonzoon Dirk Trip als burgemeester benoemd, daarbij vele tientallen schepenen en oud-schepenen passerend. Burgemeesters hadden bij toerbeurt baantjes te verdelen. In 1738 verstrekte hij een "studiebeurs" aan zijn kleinzoon, een goedbetaald baantje als postmeester. In het jaar 1743 stierven behalve Lieve Geelvinck nog drie burgemeesters: Nicolaes Sautijn, Mattheus Lestevenon sr en Daniël Hooft. De onderlinge verhouding in de burgemeesterskamer zou daardoor sterk veranderen.
Lieve Geelvinck fungeerde regelmatig als privébankier. Hij werd op 27 augustus 1743 in de Nieuwe Kerk begraven onder een nooyt gehoorde toevloet van menschen. Hij werd opgevolgd door zijn zoon Nicolaes Geelvinck.

## Trivia
Jacobus Houbraken tekende zijn portret. Pieter Langendijk, die de aktionisten uit 1720 over de hekel haalde, schreef het onderschrift. Het Rijksmuseum bezit een rond 1760 in China bestelde kop-en-schotel met dit portret.
De vier kinderen van Lieve Geelvinck die toen nog in leven waren, hebben in 1749 een aanzienlijk bedrag van hun oudtante Sara Hinlopen geërfd. De oudste, Agatha Levina Geelvinck, weduwe van Dirk Trip, erfde het huis Herengracht 518, het koetshuis met de stal; Anna Elisabeth, weduwe van Nicolaas Pancras en Jan Lucas Pels, erfde waardepapieren, alle boeken en n.b. drie gulden contant. Catharina Jacoba, de jongste en bekend om haar schoonheid, getrouwd met Constantijn Sautijn, had als kind al een vorstelijke lijfrente gekregen. Zij erfde bij testament de juwelen, parels en diamanten, maar ook honderdveertig jaar oude aandelen bij de Oost-Indische Compagnie in Enkhuizen. Nicolaes Geelvinck kreeg schilderijen, o.a. van Rembrandt, schuldbekentenissen, aandelen, obligaties en landerijen in de Zijpe.